# Bembecia garrevoeti
Bembecia garrevoeti is een vlinder uit de familie wespvlinders (Sesiidae), onderfamilie Sesiinae.
Bembecia garrevoeti is voor het eerst wetenschappelijk beschreven door Lingenhöle & Bartsch in 2011. De soort komt voor in het Palearctisch gebied.